# 調虎離山
調虎離山（ちょうこりざん、調（はか）って虎を山から離す）は兵法三十六計の第十五計にあたる戦術。
『孫子』に「城攻めは下策である」と書かれているように、敵が有利な地形にいるところに出向いて戦うのは、自ら敗北を求める愚行である。このような場合、敵を本拠地から誘い出し、味方が有利な地形で戦うようにすることが望ましい。これを調虎離山の計と呼ぶ。

## 事例
漢代末期、羌が反乱し武都の一帯を荒らした。虞詡が平定に向かったが、羌の大軍に行く手を阻まれたので進軍を止めた。そこで虞詡は「上奏して増援を要請し、増援が到着してから出発する」と宣伝した。羌はこれを伝え聞いて大軍の密集を解き、分散してさらに近県を荒らして回った。頃合を見計らって虞詡は武都に向けて行軍を再開し、増援など実際には送られていなかったのだが、留まったときに兵士一人当たりに作らせる釜場の数を日増しに倍増させていった。羌族は虞の軍の釜場の数を探って、増援部隊が続々と到着して兵員が増えているのだと信じてしまい、攻撃を仕掛けてこなかった。虞詡はまんまと武都に入城することに成功して、最後には羌の反乱軍を撃破した。
井陘の戦いにおいて、劉邦の武将韓信は趙の砦を攻める際に、川を背後にするように布陣して敵を砦から誘き出した。これが後世に名高い「背水の陣」である。韓信は兵士に退けば川に溺れて死ぬことになると思わせることで必死の力を引き出し、趙軍の猛攻を防がせ、その隙に別働隊を以て空城となった趙の砦を攻め落とさせることで勝利を得たのだという。しかし、本来自ら退路を断つのは愚計・奇策であり、死兵が強いのも一瞬に過ぎない。ここで本当に重要なのは、背水の陣をしくことで趙軍に殲滅の好機と思わせ、趙軍にとって有利な砦から引き離して野戦に持ち込んだ点である。まさに、韓信の調虎離山の計の勝利であった。